# Convair Pye Wacket
Convair Pye Wacket — управляемая авиационная противоракета, разрабатывавшаяся по заказу ВВС США, как средство самообороны перспективных сверхзвуковых бомбардировщиков XB-70 «Валькирия» от зенитных ракет и беспилотных перехватчиков. Имела необычную дисковидную форму для облегчения маневрирования на сверхзвуковых скоростях. Проект не вышел за рамки продувок моделей ракеты в аэродинамической трубе.

## История
В 1950-х годах появление компактных ядерных боеприпасов позволило оснастить ядерными боевыми частями зенитные ракеты и управляемые ракеты «воздух-воздух». Атомные заряды позволяли эффективно перехватывать даже сверхзвуковые малогабаритные цели в сложной помеховой обстановке.
ВВС США, всё ещё делавшие ставку на пилотируемые бомбардировщики как основное средство доставки ядерных зарядов к территории противника были серьезно обеспокоены вопросами обеспечения защиты своих машин. Даже такие совершенные сверхзвуковые стратегические бомбардировщики как перспективный North American XB-70 Valkyrie не могли пережить близкий ядерный взрыв. Традиционные системы защиты самолётов вроде средств РЭБ были неэффективны против атомных боеприпасов, не требующих прямого попадания.
Единственным выходом из положения виделось уничтожение выпущенных по бомбардировщику зенитных ракет и снарядов «воздух-воздух» путём перехвата их специально изготовленными противоракетами. Техническое решение, однако, представлялось чрезвычайно сложным. Перспективная противоракета должна была запускаться с летящего на сверхзвуковой скорости бомбардировщика, и перехватывать столь малогабаритные объекты как вражеские зенитные ракеты при скорости сближения до 7 Маха. Для этого противоракета должна была обладать экстремальной манёвренностью и чрезвычайной устойчивостью.
Хотя задача была сложной, инженеры Convair считали, что сумеют её решить. В 1958 году был заключен контракт на разработку ракеты с обозначением DAMS (аббр. англ. Defensive Anti-Missile System — защитная противоракетная система).

## Конструкция

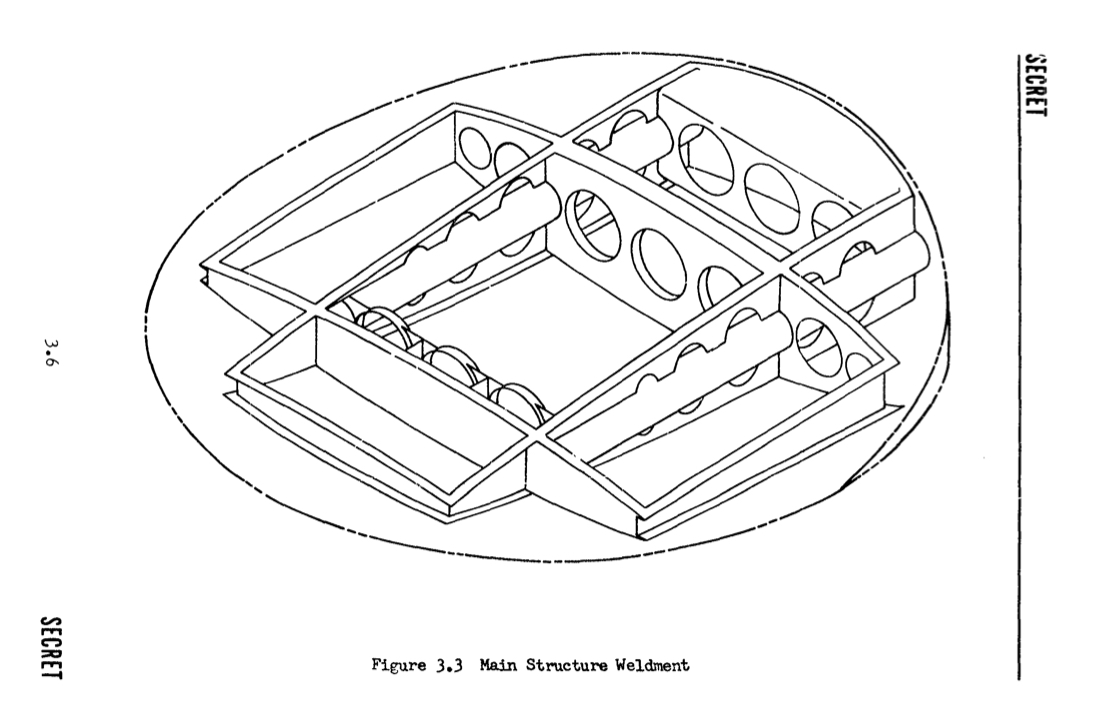
Чертеж конструкции ракеты Pye Wacket, презентованный General Dynamics Corporation для Командованию военно-воздушных систем, 1961 год.

Ракета, получившая название «Pye Wacket» имела необычную дисковидную форму. Подобная конфигурация ракеты была сочтена оптимальной для обеспечения экстремальной маневренности на высоких сверхзвуковых скоростях. Диаметр корпуса ракеты составлял 1,8 метра при толщине всего в 23 сантиметра. Масса ракеты составляла 230 килограмм.
Ракета приводилась в действие двумя смонтированными в её корпусе твердотопливными двигателями, тягой в 45,4 кН каждый. Двигатели должны были разгонять ракету до скорости почти 6,5 М, чтобы обеспечить возможность перехвата вражеской зенитной ракеты на безопасном удалении от бомбардировщика.
Управление ракетой должно было осуществляться при помощи шести небольших рулевых ракетных двигателей. Четыре отвечали за поворот по крену и тангажу, два — за управление по каналу рысканья.
Запуск ракеты выполнялся с выдвижной трапеции, выдвигаемой из-под корпуса бомбардировщика. После запуска, ракета двигалась к цели с помощью инерциального автопилота, предварительно программируемого на борту бомбардировщика с получением информации от его бортовых систем. Точное наведение вблизи цели осуществлялось с помощью инфракрасной ГСН. Вблизи цели должна была сработать осколочно-фугасная боевая часть. Дальность действия ракеты, согласно расчётам, должна была составлять порядка 133 км.

## Закрытие проекта
Прототипы ракет поступили на испытания в 1959—1960 году. После нескольких продувок в аэродинамической трубе, было решено перейти к практическим испытаниям, для чего были изготовлены несколько уменьшенных лётных прототипов, приводимых в действие тремя ракетными двигателями Thiokol M58A2.
Предполагалось начать лётные испытания в 1961, но в 1961 году ВВС США приняли решение отказаться от программы. Эффективность самообороны бомбардировщиков на технологиях того времени была признана сомнительной, в то же время успешные испытания межконтинентальных баллистических и крылатых ракет поставили под сомнение саму необходимость в пилотируемых сверхзвуковых стратегических бомбардировщиках.